# Свети Илия (Палеограцано)
Вижте пояснителната страница за други значения на Свети Илия.
„Свети Илия“ (на гръцки: Προφήτη Ηλία Παλαιογρατσάνου) е късносредновековна православна църква в южномакедонското велвендско село Палеограцано (Грачани), Егейска Македония, Гърция, част от Сервийската и Кожанска епархия.
Църквата е построена в 1549 година при йеромонаха Макарий. Представлява манастирски храм, построен от монасите от „Света Троица“ с цел да разширят юрисдикцията на манастира в този район. Изписана е от йеромонах Теодосий, монах Димитриос и мирянина Немас.
Над входа има надпис:
| „ | ΠΑΡΟΝΤΟΣ ΜΑΚΑΡΙΟΥ ΙΕΡΟ(ΜΟΝΑΧΟΥ) ΑΝΙΣΤΟΡΗΘΗ Ο ΘΕΙΟΣ Κ(ΑΙ) ΠΑΝΣΕΠΤΟΣ ΝΑΟΣ ΤΟΥ ΑΓΙΟΥ ΕΝΔΟΞΟΥ ΠΡΟΦΗΤΟΥ ΗΛΙΟΥ, ΤΟΥ ΘΕΣΒΙΤΟΥ ΔΙΑ ΣΥΝΔΡΟΜΗΣ Κ(ΑΙ) ΕΞΟΔΟΥ ΤΩΝ ΟΡΘΟΔΟΞΩΝ ΧΡΙΣΤΙΑΝΩΝ. ΕΝ ΕΤΕΙ ΖΝΔ ΕΝ ΜΗΝΙ ΜΑΙΟΥ | “ |